# Овчинников, Николай Антонович
Николай Анатольевич Овчинников (1949—2014) — советский и российский скульптор.

## Биография
Родился 23 мая 1949 года в городе Александрове Владимирской области.. После окончания восьмилетней школы учился в Абрамцевском художественном училище (г. Хотьково) на отделении керамики.
После окончания в 1977 году факультета скульптуры Московского государственного художественного института имени Сурикова был направлен в Архангельск, где прошла вся его творческая жизнь.
Был участником областных, зональных, республиканских, всесоюзных и всероссийских выставок. Создал несколько мемориальных досок, посвященных известным северянам: этнографу Ксении Гемп, писателю Николаю Жернакову, хирургу Георгию Орлову.
С 1993 года — член Союза художников РФ.
В 2004 году в Емецке был установлен гранитный памятник поэту Николаю Михайловичу Рубцову работы Н. А. Овчинникова и его жены Н. К. Шек. За памятник авторам были вручены дипломы лауреатов премии имени Николая Рубцова.
Бронзовый портрет Владимира Высоцкого в исполнении Овчинникова был приобретён Государственным музеем Высоцкого на Таганке и считается одним из лучших художественных образов поэта.
Скончался 12 апреля 2014 года. Похоронен в Архангельске на Вологодском кладбище.